# 佐藤匡玄
佐藤 匡玄（さとう きょうげん、1902年5月19日 - 1993年10月7日）は、日本の東洋学者、教育者。第2代愛知学芸大学（現・愛知教育大学）学長、東方文化研究所研究員、
建国大学助教授などを務めた。

## 経歴
愛知県豊橋町または豊岡村に生まれる（現在の豊橋市東田町）。京都帝国大学文学部支那哲学科卒業。1935年（昭和10年）、第三高等学校講師となる。
1938年（昭和13年）から2年間、文部省文化事業部在支特別研究員として中国に留学した。1940年（昭和10年）、東方文化研究所研究員を命ぜられる。1941年（昭和16年）、満州国の建国大学助教授に就任。東洋文化の解明に学究的情熱を傾注した。
終戦まで建国大学に在職。1949年（昭和24年）に発足した愛知学芸大学（現・愛知教育大学）の教授となり東洋学を担当。1957年（昭和32年）4月17日、論文「論衡の研究 」により京都大学文学博士号を授与。厚生部長、学生部長を歴任。
1959年（昭和34年）5月15日、同大学学長選挙の決選投票が行われる。候補者は3選を狙う内藤卯三郎と佐藤。投票資格のある166人（名古屋分校63人、岡崎分校103人）が投票を行い、佐藤86票、内藤78票、無効2票で佐藤が当選した。6月14日、第2代学長に就任。1963年（昭和38年）6月13日、学長を退任。1965年（昭和40年）、同大学名誉教授に就任。
1993年（平成5年）10月7日、死去。91歳没。

## 著書
- 佐藤匡玄『論衡の研究』創文社、1981年2月28日。ISBN 978-4-423-19223-8。
- 重澤俊郎、佐藤匡玄編『左伝人名地名索引』弘文堂、1935年。